# Casansula
Casansula es una aldea española situada en la parroquia de San Miguel de Sarandón, del municipio de Vedra, en la provincia de La Coruña, Galicia. Según el IGE a fecha de 2021 cuenta con una población de 6 habitantes.
El topónimo se formó a partir de casa (<casale) y un segundo nombre probablemente el antropónimo Ansola.